# International Quantum Communication Award
Der International Quantum Communication Award ist eine Auszeichnung, die seit 1996 alle zwei Jahre im Rahmen der Internationalen Konferenz für Quantenkommunikation, Quantenmessung und Quantencomputer für wegweisende Beiträge in der theoretischen und der experimentellen Physik vergeben wird. Die Auszeichnung wird von einem Preiskomitee der Tamagawa Universität, Tokio vergeben und ist mit jeweils 250.000 Yen dotiert, das entspricht etwa 1.600 Euro (Wechselkurs vom 27. September 2023).

## Preisträger
- 1996 Charles H. Bennett, quantum cryptography
 0000 Carl W. Helstrom, signal detection and estimation theory
 0000 Alexander Semjonowitsch Cholewo, mathematical foundation of quantum communications
 0000 Horace P. Yuen, quantum state control of light
- 1998 Peter Shor, quantum computing
 0000 H. Jeff Kimble, quantum measurements, cavity QED, and quantum logic
- 2000 Paul Benioff, quantum computing
 0000 Christopher Monroe und David Wineland, quantum information processing and quantum entanglement in a system of trapped ions
- 2002 David Deutsch, quantum computing
 0000 Serge Haroche, quantum state generation
 0000 Benjamin Schumacher, quantum information theory
- 2004 Richard Jozsa, theoretical quantum communication and quantum information theory
 0000 Prem Kumar, experimental quantum communication and quantum cryptography
- 2006 William Wootters, no-cloning theorem, quantum teleportation, entanglement distillation
 0000 Juan Ignacio Cirac Sasturain und Peter Zoller, proposing a physically realizable approach to quantum information processing that provided impetus for experiments
 0000 Philippe Grangier, experimental quantum state preparation and measurement tools for quantum communications
- 2008 Jeffrey Shapiro, communication theory of systems with quantum effects
 0000 Akira Furusawa, experiments on quantum teleportation and macroscopic superposition states
 0000 Anton Zeilinger, experiments on quantum teleportation and multi-partite entanglement phenomena
- 2010 Gerard Milburn, for pioneering theoretical work on quantum information and computation processing
 0000 Masanao Ozawa, for contributions to mathematical theories of quantum measurements and quantum computation
 0000 Christopher Fuchs, for contributions to theory of quantum communication including quantum state disturbance
 0000 Alexander Lvovsky, for contributions to experimental method for quantum-optical processes on coherent and squeezed states including homodyne tomography
- 2012 Jian-Wei Pan, vom Physikalischen Institut der Universität Heidelberg für seine wegweisenden Errungenschaften in der Realisierung der Quantenkommunikation und der Multi-Photonen-Verschränkung
 0000 Seth Lloyd, for Seminal Contributions to the Theories of Quantum Communication, Metrology, Computation, and Control
- 2014 Nicolas Gisin, Genf, for his pioneering contributions to the advancement of quantum communications, quantum cryptography, and related technologies
 0000 Reinhard Werner, Hannover, for his foundational contributions to the field of quantum information: especially quantum entanglement and nonlocality, quantum Shannon theory, quantum memory channels, and quantum cellular automata
- 2016 Rainer Blatt, Innsbruck, for his pioneering experiments on quantum information processing with trapped ions and photon
 0000 Artur Ekert, Singapur, for his pioneering work on quantum cryptography and outstanding contributions to quantum information science
- 2018 Nergis Mavalvala, David McClelland, Roman Schnabel: Audio-band Squeezing and LIGO
 0000 Carlton Caves: One physicist's crooked path from quantum optics to quantum information[1]
- 2022 Giacomo Mauro D’Ariano, Mikhail Lukin, Andreas Winter
- 2024 Hoi-Kwong Lo, Luming Duan, Karol Życzkowski[2]